# Sunshine 60
Sunshine 60 (яп. サンシャイン60 сансяин рокудзю) — небоскреб, расположен в квартале Хигаси-Икэбукуро токийского специального района Тосима. Строительство небоскреба было завершено в 1978 году, в период с 1978 по 1991 годы он являлся самым высоким зданием в Токио, возвышаясь на 239,7 м. А в период  1978-1984 годов здание было самым высоким в Азии, пока не было построено 63-этажное здание в Сеуле.

## Строительство
Каркас у Sunshine 60 железобетонный. Нижняя часть здания кроме железобетонного имеет ещё и стальной каркас. Верхняя часть башни представляет собой стальной каркас с уникальными стенами, позволившими облегчить конструкцию и придать зданию сейсмоустойчивость и структурную целостность. Жесткое обрамление структурной системы создает корпус. Механическое оборудование расположено непосредственно на крыше.
Sunshine 60 был построен на месте разрушенной тюрьмы Сугамо, использовавшейся для содержания японских военных преступников во времена оккупации. 23 декабря 1948 года семеро крупных осужденных военных преступников (в том числе бывший премьер-министр Хидэки Тодзио) были повешены в тюрьме.

## Коммерческая деятельность в Sunshine 60
Пространство многофункционального высотного здания Sunshine 60 используется для различных целей. Этажи с 1 по 9 используются в качестве торговых площадей, для размещения почты, банков, выставочных залов, кафе, медицинского центра и детского сада. Офисные помещения занимают этажи с 10 по 57. Рестораны расположены на 58-м и 59-м этажах.
С 60-го этажа посетители в ясный день могут увидеть Токио на расстоянии до 100 км со смотровой площадки Sunshine 60. Для этого есть специальный лифт из 40 других лифтов в башне, который принимает пассажиров прямо из вестибюля и движется со скоростью 10 м/с (36 км/ч). Этот лифт является одним из самых быстрых в мире.

### Арендаторы офисов
На офисных этажах расположены штаб-квартиры таких компаний, как Credit Saison, FamilyMart, NTT Plala и Sammy Corporation.